# Tetramitus
Tetramitus – takson eukariotów należący do supergrupy excavata.

## Systematyka
Należą tutaj następujące gatunki:
- Tetramitus rostratus (Perty 1852)
- Tetramitus salinus Entz 1883
- Tetramitus cosmopolitus Ruinen (1938)
- Tetramitus ovoides Ruinen (1938)